# Małgorzata Dwornik

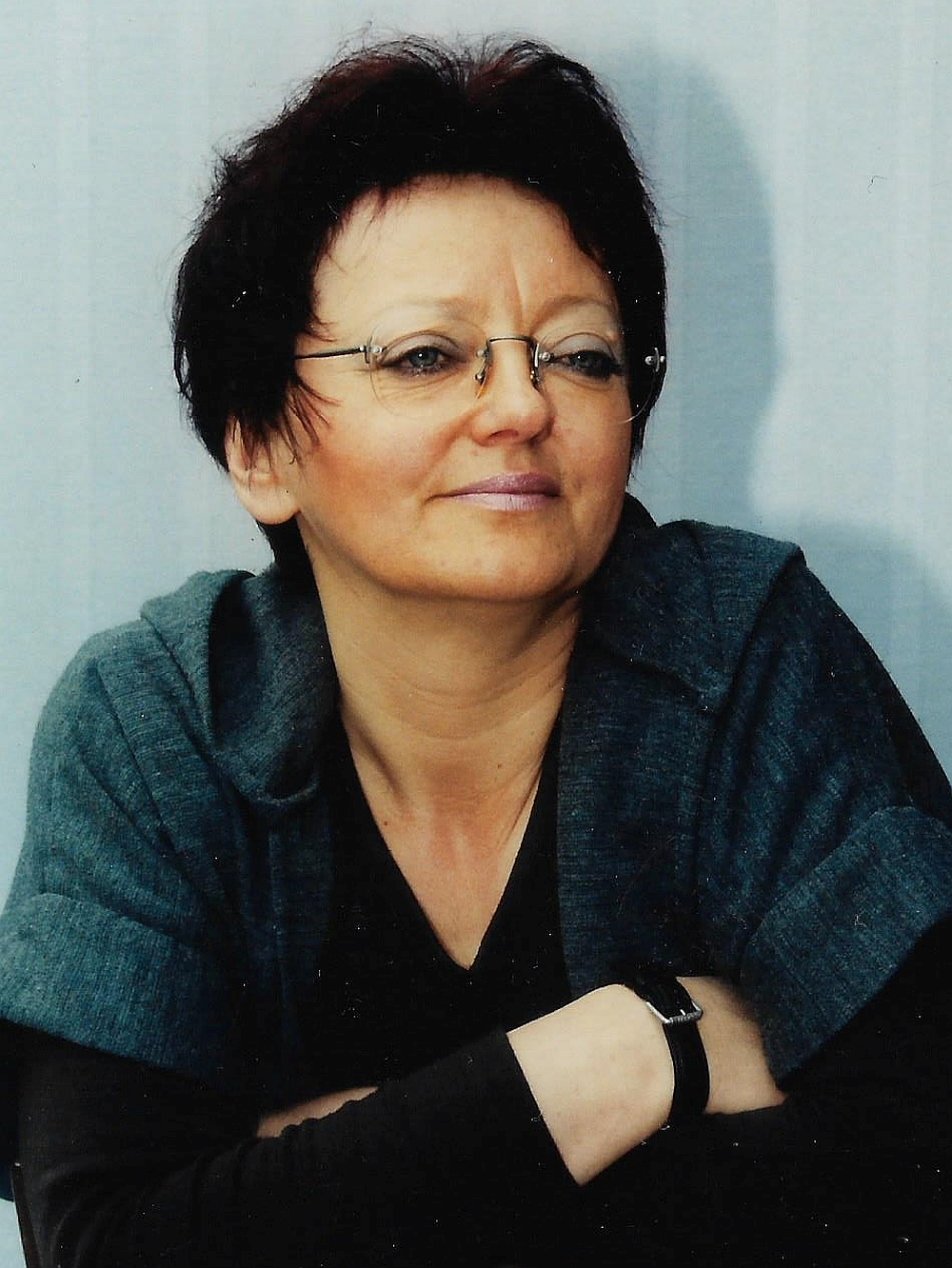
Małgorzata Dwornik (2004)

Małgorzata Dwornik z domu Fiedorek (ur. 14 czerwca 1956 r. w Kowarach) – polska aktorka-lalkarka, scenarzystka i reżyserka przedstawień lalkowych. Publicystka i autorka monografii.

## Życiorys
Absolwentka Państwowej Wyższej Szkoły Teatralnej w Krakowie na wydziale lalkarstwa z siedzibą we Wrocławiu. Debiutowała 1 września 1979 roku rolą Anny w spektaklu Don Żak w Teatrze Lalek w Wałbrzychu (obecnie: Teatr Lalki i Aktora).
W Teatrze Lalek w Wałbrzychu występowała w do roku 1981. Od sezonu 1981/1982 pracowała w Teatrze Lalek Banialuka w Bielsku-Białej. 11 września 1985 roku premierę miał spektakl Wędrówka, reżyserski i scenograficzny debiut, za który wspólnie z Jolantą Chudy i Urszulą Petryszyn z zespołu Banialuki nagrodzona została Nagrodą I stopnia im. Stanisława Wyspiańskiego za osiągnięcia w edukacji teatralnej dzieci.
W latach 1987-1995 występowała ponownie w Teatrze Lalek w Wałbrzychu. W latach 1995–1997 wspólnie z mężem, aktorem i reżyserem Jarosławem Dwornikiem, założyła i prowadziła pierwszy w ówczesnym województwie wałbrzyskim rodzinny, prywatny teatr lalek Teatr IV Piętra. Małgorzata Dwornik z mężem występowała, reżyserowała, pisała scenariusze i konstruowała lalki. Teatr miał charakter objazdowy, występował w szkołach i przedszkolach Dolnego Śląska. Wystawił łącznie 7 premier.
Po śmierci męża, w 1997 roku wróciła do zespołu Teatru Lalek w Wałbrzychu. Od 2004 roku łączyła występowanie na scenie ze stanowiskiem kierownika artystycznego. Jest autorką książki Jak Liczyrzepa ze Skarbnikiem wojował, wydanej z okazji 60-lecia wałbrzyskiego teatru lalek.
W latach 2006-2016 oraz 2019-2020 współpracowała z Filharmonią Sudecką w Wałbrzychu, tworząc scenariusze muzycznych audycji edukacyjnych dla dzieci. Od 2017 roku prowadzi dział Historia Mediów w internetowym Tygodniku Reporterzy.info.